# Taddea Malaspina
Taddea Malaspina (1505 – 6 agosto 1559) è stata una nobildonna italiana. 
Fu l'amante di Alessandro de' Medici, duca di Firenze, dal 1530 al 1537 circa e fu probabilmente la madre di almeno due dei suoi figli, Giulio e Giulia (1535-1588). Giulio de' Medici fu associato alla famiglia Malaspina in diversi momenti della sua vita.

## Biografia

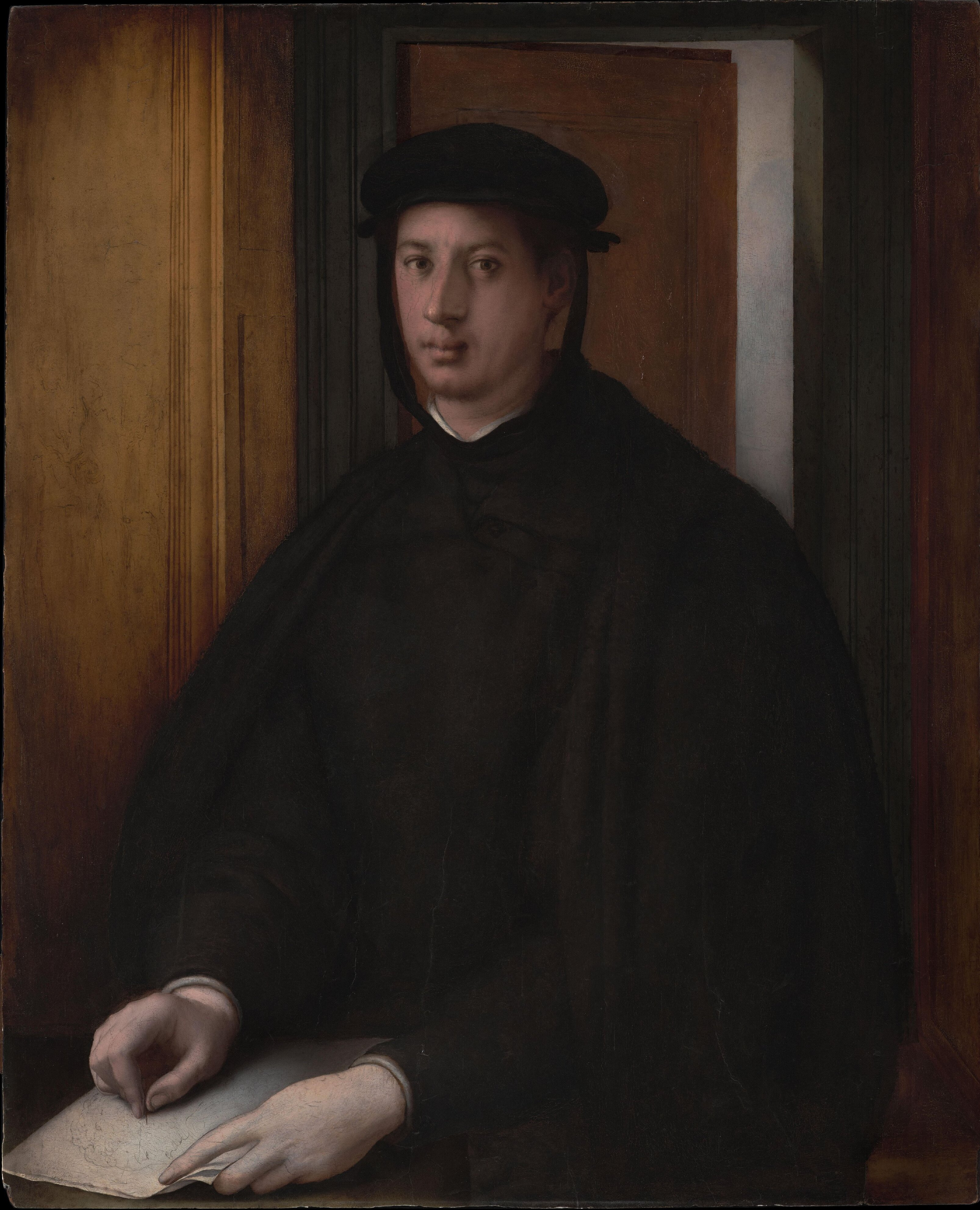
Alessandro de' Medici, duca di Firenze, disegna il profilo di una donna in punta d'argento intorno al 1534 in questo ritratto del Pontormo. Si ritiene che il profilo della donna sia quello di Taddea Malaspina, la sua amante.

Taddea nacque come figlia ultimogenita di Antonio Alberico II Malaspina, marchese sovrano di Massa, e di sua moglie, Lucrezia d'Este. Sposò il conte Giovanni Battista Boiardo di Scandiano, in un matrimonio tormentato che si chiuse nel 1528 con la morte dello sposo. Successivamente, la Malaspina visse con la madre a Firenze ed ebbe numerosi amanti, tra cui lo stesso giovane duca Alessandro. Sua sorella maggiore Ricciarda, che era riuscita abilmente, alla morte del padre, a conservare i titoli di famiglia a dispetto della legge salica, visse per lunghi periodi con Taddea e la madre: le tre godettero di un'assai dubbia reputazione come le "marchesane di Massa" e a loro si accompagnarono anche il cognato di Ricciarda, cardinale Innocenzo Cybo (suo amante en titre e padre di diversi dei suoi figli, ivi compreso, probabilmente il suo erede Alberico) e, nel 1535, la cognata Caterina Cybo, ex duchessa consorte e poi reggente di Camerino. Attraverso il matrimonio di Ricciarda con Lorenzo Cybo, nipote di papa Innocenzo VIII e di Lorenzo de' Medici, la famiglia si era imparentata con la potente casata fiorentina. Ricciarda fu probabilmente anche un'altra delle amanti del duca Alessandro.
In un ritratto di Alessandro de' Medici del Pontormo, datato al 1534 circa, il Duca, vestito di nero, disegna in punta d'argento il profilo di una donna. Il ritratto potrebbe essere stato un regalo per la Malaspina. La Chiesa della Madonna del Carmine e il complesso monastico di Santa Chiara a Massa, oggi in provincia di Massa-Carrara, oggi ancora esistenti, furono costruiti su ordine di Taddea.
Taddea morì improvvisamente nel 1559, all'età di cinquantaquattro anni.

## Ascendenza
|                               |                    |                                    | Genitori                          |  |  | Nonni |  |  | Bisnonni                     |  |  | Trisnonni             |  |
|                               |                    |                                    |                                   |  |  |       |  |  | Antonio Alberico I Malaspina |  |  | Spinetta II Malaspina |  |
|                               |                    |                                    |                                   |  |  |       |  |  | Antonio Alberico I Malaspina |  |  | Spinetta II Malaspina |  |
|                               |                    | Giovanna Gambacorti                |                                   |  |  |       |  |  | Antonio Alberico I Malaspina |  |  |                       |  |
| Giacomo I Malaspina           |                    |                                    |                                   |  |  |       |  |  | Antonio Alberico I Malaspina |  |  |                       |  |
|                               |                    | Giovanna Malaspina                 | Bartolomeo Malaspina              |  |  |       |  |  |                              |  |  |                       |  |
|                               |                    | Giovanna Malaspina                 | Bartolomeo Malaspina              |  |  |       |  |  |                              |  |  |                       |  |
|                               |                    | Giovanna Malaspina                 | Margherita Malaspina              |  |  |       |  |  |                              |  |  |                       |  |
| Antonio Alberico II Malaspina |                    | Giovanna Malaspina                 |                                   |  |  |       |  |  |                              |  |  |                       |  |
|                               |                    | Francesco III Pico della Mirandola | Francesco II Pico della Mirandola |  |  |       |  |  |                              |  |  |                       |  |
|                               |                    | Francesco III Pico della Mirandola | Francesco II Pico della Mirandola |  |  |       |  |  |                              |  |  |                       |  |
|                               |                    | Francesco III Pico della Mirandola | …                                 |  |  |       |  |  |                              |  |  |                       |  |
| Taddea Pico della Mirandola   |                    | Francesco III Pico della Mirandola |                                   |  |  |       |  |  |                              |  |  |                       |  |
|                               |                    | Pietra Pio                         | Marco Pio                         |  |  |       |  |  |                              |  |  |                       |  |
|                               |                    | Pietra Pio                         | Marco Pio                         |  |  |       |  |  |                              |  |  |                       |  |
|                               |                    | Pietra Pio                         | Taddea de' Roberti                |  |  |       |  |  |                              |  |  |                       |  |
| Taddea Malaspina              |                    | Pietra Pio                         |                                   |  |  |       |  |  |                              |  |  |                       |  |
|                               | Niccolò III d'Este | Alberto V d'Este                   |                                   |  |  |       |  |  |                              |  |  |                       |  |
|                               | Niccolò III d'Este | Alberto V d'Este                   |                                   |  |  |       |  |  |                              |  |  |                       |  |
|                               | Niccolò III d'Este | Isotta Albaresani                  |                                   |  |  |       |  |  |                              |  |  |                       |  |
| Sigismondo d'Este             | Niccolò III d'Este |                                    |                                   |  |  |       |  |  |                              |  |  |                       |  |
|                               |                    | Ricciarda di Saluzzo               | Tommaso III di Saluzzo            |  |  |       |  |  |                              |  |  |                       |  |
|                               |                    | Ricciarda di Saluzzo               | Tommaso III di Saluzzo            |  |  |       |  |  |                              |  |  |                       |  |
|                               |                    | Ricciarda di Saluzzo               | Marguerite de Pierrepont          |  |  |       |  |  |                              |  |  |                       |  |
| Lucrezia d'Este               |                    | Ricciarda di Saluzzo               |                                   |  |  |       |  |  |                              |  |  |                       |  |
|                               |                    | …                                  | …                                 |  |  |       |  |  |                              |  |  |                       |  |
|                               |                    | …                                  | …                                 |  |  |       |  |  |                              |  |  |                       |  |
|                               |                    | …                                  | …                                 |  |  |       |  |  |                              |  |  |                       |  |
| Pizzocara                     |                    | …                                  |                                   |  |  |       |  |  |                              |  |  |                       |  |
|                               |                    | …                                  | …                                 |  |  |       |  |  |                              |  |  |                       |  |
|                               |                    | …                                  | …                                 |  |  |       |  |  |                              |  |  |                       |  |
|                               |                    | …                                  | …                                 |  |  |       |  |  |                              |  |  |                       |  |
|                               |                    | …                                  |                                   |  |  |       |  |  |                              |  |  |                       |  |